# Gelastocoris flavus
Gelastocoris flavus – gatunek wodnego pluskwiaka z podrzędu różnoskrzydłych i rodziny Gelastocoridae.

## Taksonomia
Gatunek ten opisany został w 1835 roku przez Félixa Édouarda Guérin-Méneville'a, jako Galgulus flavus.

## Opis
Ciało samców długości 5,5 do 8 mm, a samic 6,4 do 8,8 mm. Tylno-boczna krawędź przedplecza ścięta i drobno ząbkowana. Między szwami półpokryw dwie granulki. Na prawej paramerze nabrzmiałość.

## Rozprzestrzenienie
Neotropikalny gatunek wykazany z Argentyny, Urugwaju, Paragwaju, Boliwii, Peru, Ekwadoru, Wenezueli oraz brazylijskich stanów Mato Grosso, Amazonas, Minas Gerais, Pará, Santa Catarina, Rio de Janeiro, São Paulo, Bahia, Goiás, Mato Grosso do Sul, Espírito Santo, Rio Grande do Sul i Tocantins, Kolumbii oraz surinamskich dystryktów Para, Paramaribo, Saramacca, Sipaliwini i Brokopondo.